# Haugesund Stadion
Le Haugesund Stadion est un stade situé à Haugesund, en Norvège, inauguré en 1920.
Il est par ailleurs le stade-résident du club de football du FK Haugesund évoluant en Tippeligaen et du Vard Haugesund évoluant en Fair Play ligaen.